# Urs Räber
Urs Räber (ur. 28 listopada 1958 w Grindelwald) – szwajcarski narciarz alpejski. Jego najlepszym występem na igrzyskach było 5. miejsce w zjeździe na igrzyskach w Sarajewie, na mistrzostwach świata nie startował nigdy. Najlepsze wyniki w Pucharze Świata osiągnął w sezonie 1983/1984 kiedy to zdobył małą kryształową kulę w zjeździe, a w klasyfikacji generalnej zajął 7. miejsce.

## Sukcesy

### Puchar Świata

#### Miejsca w klasyfikacji generalnej
- 1978/1979 – 46
- 1979/1980 – 61
- 1980/1981 – 60
- 1981/1982 – 78
- 1982/1983 – 15
- 1983/1984 – 7

#### Zwycięstwa w zawodach
1. Val Gardena – 18 grudnia 1983 (Zjazd)
2. Laax – 7 stycznia 1984 (Zjazd)